# Sediment

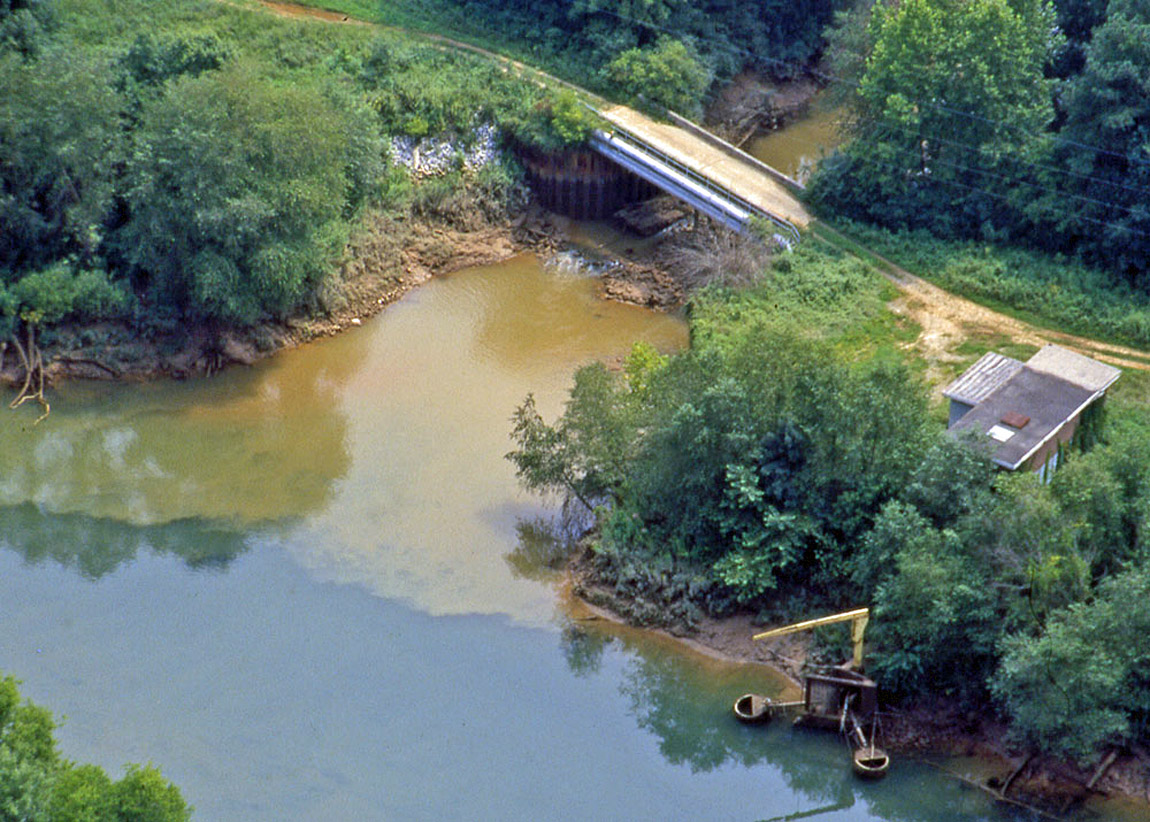
Apă încărcată cu sedimente

Sediment se numește un depozit format prin depunerea sau precipitarea substanțelor corpusculare / particulelor solide dintr-o suspensie într-un lichid.
Procesul natural de depunere de diferite fracțiuni de roci rezultate din eroziunea litosferei poartă denumirea de sedimentogeneză.
Domeniul științific din cadrul științelor Pământului, care are ca obiect de studiu descrierea și interpretarea sedimentelor din punct de vedere al modului de formare, precum și a rocilor sedimentare se numește sedimentologie.
Materialul sedimentar provenit din alterarea și dezagregarea rocilor, aflat în curs de scurgere sub influența apelor de șiroire pe pantele diferiților versanți se numește deluviu.
O serie de depozite sedimentare formate prin transgresiune, care începe cu materiale grosiere (pietrișuri, conglomerate), după care urmează roci mai fine (argile, marne) se numesc depozite transgresive.
Normele de producere a băuturilor (vin, bere) sau a laptelui de consum prevăd că acestea nu trebuie să conțină sedimente sau impurități.